# Narbonne Volley 2014-2015
Questa voce raccoglie le informazioni riguardanti il Narbonne Volley nelle competizioni ufficiali della stagione 2014-2015.

## Organigramma societario
Area direttiva
- Presidente: Jérémie Ribourel
- Vicepresidente: Bernard Kohler
- Segreteria generale: Jean-Pierre Tosi, Robert Escourou
- Amministrazione: Nicolas Arquie

Area organizzativa
- Team manager: Michel Mandrou
- Tesoriere: Philippe Chargy, Isabelle Kohler

Area tecnica
- Allenatore: Tristan Martin
- Responsabile settore giovanile: Tristan Martin

Area marketing
- Responsabile marketing: Jérome Bellon

Area sanitaria
- Staff medico: Cécile Legleye

## Rosa
| N° | Nome              | Ruolo | Data di nascita   | Nazionalità sportiva |
| -- | ----------------- | ----- | ----------------- | -------------------- |
| 1  | Orestes Carvalho  | C     | 21 settembre 1981 | Brasile              |
| 2  | Fayçal Dali       | P     | 23 agosto 1992    | Francia              |
| 3  | Mare Vaianuu      | S     | 27 gennaio 1994   | Francia              |
| 4  | Charly Raux       | S     | 11 maggio 1992    | Francia              |
| 6  | Thomas Nevot      | P     | 30 aprile 1995    | Francia              |
| 7  | Luis Díaz         | S     | 20 agosto 1983    | Venezuela            |
| 8  | Francesc Llenas   | L     | 13 settembre 1982 | Spagna               |
| 9  | Raphaël Mrozek    | S     | 19 ottobre 1987   | Francia              |
| 10 | Dejan Vinčić      | P     | 15 settembre 1986 | Slovenia             |
| 12 | Guillermo Falasca | S/O   | 24 ottobre 1977   | Spagna               |
| 13 | Jhon Wendt        | C     | 15 gennaio 1994   | Francia              |
| 14 | Jeremy Dejno      | S     | 6 febbraio 1992   | Stati Uniti          |
| 15 | Anthony Blard     | C     | 23 ottobre 1992   | Francia              |
| 16 | José Trèfle       | C     | 16 gennaio 1980   | Francia              |
| 17 | Alen Djordjević   | S     | 5 luglio 1985     | Slovenia             |